# Чому до мене чіпляються?
Чому до мене чіпляються? (англ. Why Pick on Me?) — американська короткометражна кінокомедія 1918 року з Гарольдом Ллойдом в головній ролі.

## Сюжет
Гарольд розважається на пляжі, але тут закохується в дівчину, у якої, виявляється, вже є шанувальник.

## У ролях
- Гарольд Ллойд — Гарольд
- Снуб Поллард — Гаррі Хем
- Бебе Деніелс
- Вільям Блейсделл
- Семмі Брукс
- Гаррі Барнс
- Вільям Гіллеспі
- Хелен Гілмор
- Лью Харві
- Бад Джеймісон